# Повстання кіберлюдей
Повстання кіберлюдей (англ. Rise of the Cybermen) — п'ятий епізод другого сезону поновленого британського науково-фантастичного телесеріалу «Доктор Хто». Уперше транслювався на телеканалі BBC One 13 травня 2006 року. Є першою частиною двосерійної історії разом з епізодом «Сталева ера», який транслювався 20 травня. Епізод супроводжується відповідною Тардісодою.
В даному епізоді на Землі у паралельному Всесвіті відбувається нова поява кіберлюдей, що грає роль повторюваного сюжетного елементу в телесеріалі. Події епізоду відбуваються у версії Лондона в паралельному Всесвіті. Бізнесмен Джон Лумік (Роджер Ллойд-Пак) намагається «покращити» все людство, перетворивши на кіберлюдей, переміщуючи їх мозок всередину металевих екзоскелетів.

## Сюжет

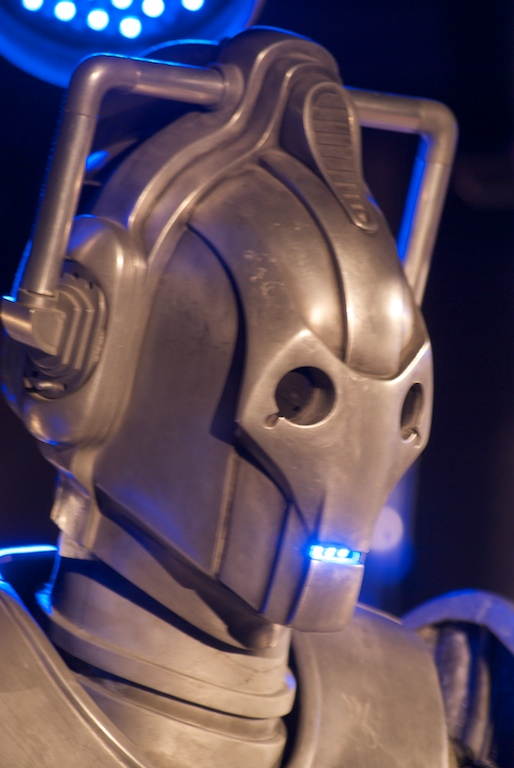
Оновлені кіберлюди на виставці «Doctor Who Experience»

TARDIS помилково приземляється в Лондоні на паралельній Землі. Поїздка призвела до загибелі майже всього TARDIS, окрім маленької клітини живлення. Десятий Доктор підсилює клітину частиною власної життєвої сили. Клітині потрібно 24 години, щоб повністю зарядитися, перш ніж Доктор, Роуз та Міккі зможуть повернутися додому. Роуз шокована, побачивши на ньому рекламний щит із зображенням свого батька Піта. Міккі вирішує зробити самостійну прогулянку містом і намагається знайти свою бабусю, яка померла у його власному Всесвіті. Доктор і Роуз виявляють, що більшість населення Лондона носить пристрої EarPod, які подають інформацію безпосередньо в мозок користувача від Cybus Industries, яка належить компанії Піта Vitex.
Тим часом глава Cybus Industries Джон Лумік неуспішно намагається отримати схвалення президента Великої Британії його плану модернізації людства, розмістивши мізки громадян в металевих екзоскелетах. Таємно від усіх інших, Лумік тестує перетворення бездомних на кіборгів. Дії Cybus Industries таємно розслідуються групою «Проповідники», яка отримувала секретну інформацію про технології Люміка. Джейк Сіммондс, один з «Проповідників», свідчить про те, що групу безпритульних забрали для перетворення та йде за пошуком допомоги. Джейк знаходить Міккі в будинку бабусі і плутає його зі своїм колегою з паралельного Всесвіту з іменем Рікі. Джейк відвозить Мікі до бази «Проповідників», де зустрічаються Рікі та Міккі. Після деякої початкової недовіри Міккі вирішує приєднатися до «Проповідників», коли вони слідують за мікроавтобусами Cybus Industries, які забрали перетворених бездомних на вечірку до дня народження дружини Піта Джекі, яку відвідують Роуз та Доктор.
Роуз та Доктор також розслідують вечірку та перевдягаються в слуг, щоб замаскуватися. Раптом вечірку переривають кіберлюди, які забираються в будинок та оточують гостей. Лумік викликає Президента Великої Британії, який присутній на вечірці, і каже йому, що він виконає свій план з оновлення людства. Лумік повідомляє всім, що оновлення є обов'язковим. Кіберлюди вбивають президента за відмову підкоритися. Відвідувачі вечірки панікують, намагаючись втекти, а кіберлюди починають їх вбивати. Доктор, Роуз та Піт втікають з дому та зустрічаються з Міккі та «Проповідниками» надворі. Оскільки їх група оточена кіберлюдьми, Доктор наказує всім здатися і каже кіберлюдям, що вони добровільно підуть на «покращення». Кіберлюди відповідають, що вони несумісні, тому їх буде видалено.

## Зйомка епізоду
Зйомки епізоду відбувались на Вугільній біржі та на площі Гори Стюарта у затоці Кардіффа. Сцени назовні та багато сцен у приміщенні були зняті на електростанції Ускмут у Ньюпорті. Міккі має велике татуювання на правому біцепсі: згідно з коментарем Ноеля Кларка, татуювання було частиною макіяжу актора для епізоду.
Дизайн кіберлюдей 2006 року у стилі ар деко походить з вебкасту Реальний час. Згідно з коментарем до епізоду, режисер Грейм Харпер хотів, щоб стиль ар деко відчувався у паралельному Всесвіті. Раніше костюми в стилі ар деко використовувались для робота K1 у епізоді «Робот» (1974) та для більшості акторського складу (включаючи роботів) у «Роботах смерті» (1977). Дизайн ар деко, а також роботизовані рухи кіберлюдей нагадують фільм «Метрополіс» Фріца Ланга.
На відміну від двосерійних історій з попереднього сезону, цей епізод не містив трейлера «У наступній серії» для наступного епізоду — лише заголовок з написом «Далі буде…» — вперше коли ця фраза була використана в кінці епізоду в телесеріалі. Виробничий колектив епізоду раніше заявляв, що один епізод у цій історії був настільки довгим, що не було часу на попередній перегляд.

## Трансляція епізоду та відгуки
Нічні оцінки для епізоду показували 8,6 мільйонів глядачів в середньому та 39,7 % частку аудиторії, з піковими значеннями 9,65 мільйонів. Індекс оцінки від глядачів становив 86 пунктів. Фінальні оцінки показували 9,22 мільйонів глядачів, роблячи його шостою найбільш переглядуваною телепрограмою тижня.
Епізод було випущено разом з епізодами «Сталева ера» та «Ящик для ідіота» в якості «звичайного» DVD без додаткового контенту.
Дек Хоган з Digital Spy відреагував позитивно на епізод, описуючи відроджених з класичного телесеріалу кіберлюдей як тих, що «вражаючими, не просто такими, що фантастично виглядають, а водночас лякаючими». Зокрема він хвалив, як хід сюжету «зв'язаний з нашою пристрастю все покращувати», і що для Ноеля Кларка було дано більше роботи. Ахсан Хаке з IGN дав епізоду оцінку 8,5 з 10. Хаке особливо позитивно відгукувався щодо повернення кіберлюдей та зосередження уваги на Міккі та Роуз.